# Francisco Gómez de Mendiola y Solórzano
Francisco Gómez de Mendiola y Solórzano (19 de janeiro de 1519 - 23 de abril de 1576) foi um prelado católico romano que serviu como bispo de Guadalajara (1574-1576).

## Biografia
Francisco Gómez de Mendiola y Solórzano nasceu em Durango, Espanha. A 19 de abril de 1574, foi nomeado pelo Rei da Espanha e confirmado pelo Papa Gregório XIII como Bispo de Guadalajara. A 12 de dezembro de 1574, foi consagrado bispo por Pedro Moya de Contreras, arcebispo do México. Serviu como Bispo de Guadalajara até à sua morte a 23 de abril de 1576.